# Château de Lamarque

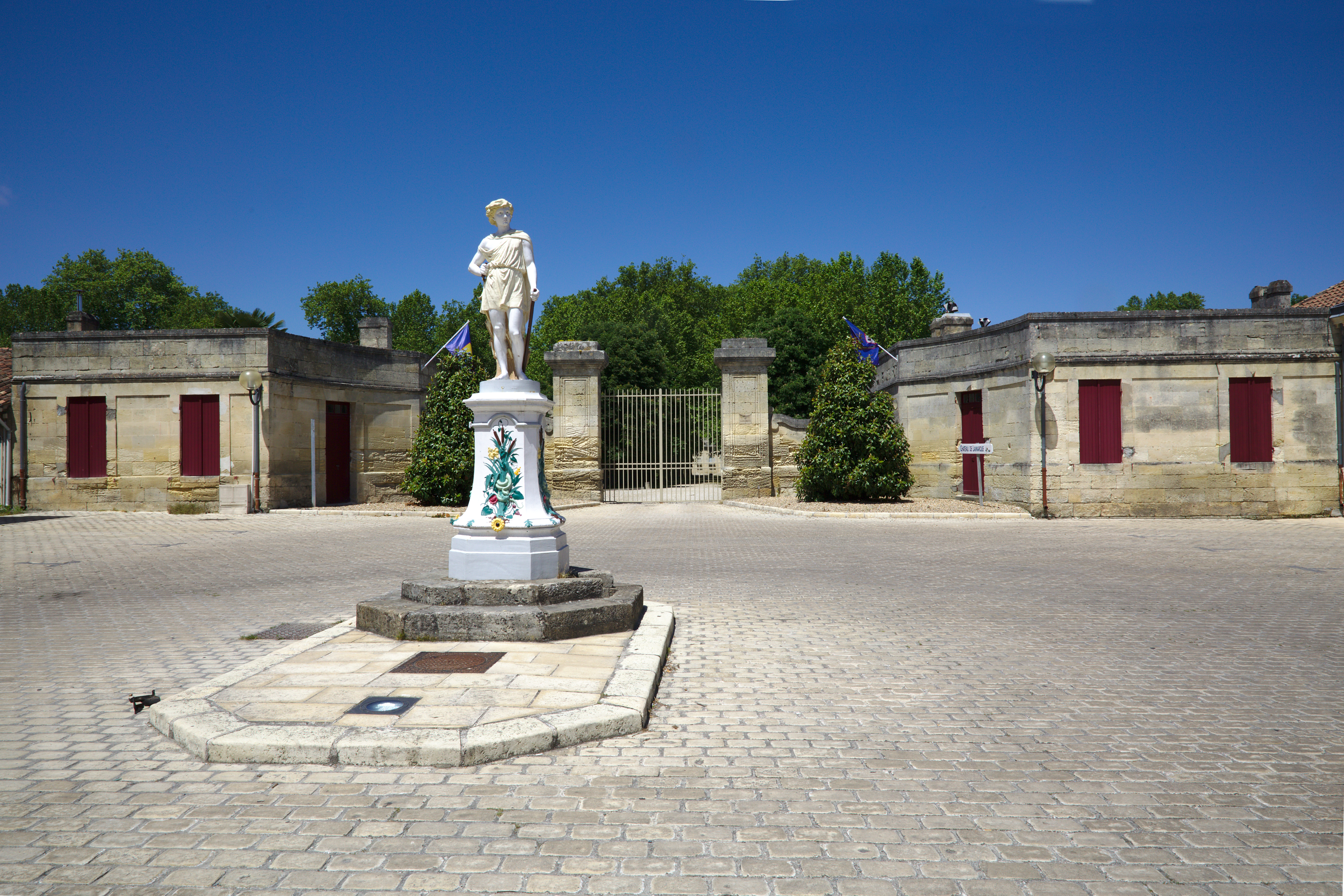
Statue à l'entrée du château de Lamarque.

Le château de Lamarque est un domaine viticole de 35 ha dans le Médoc, situé à Lamarque en Gironde. C'est une AOC haut-médoc qui est membre de l'Union des Grands Crus de Bordeaux.

## Histoire du domaine
La seigneurie de Lamarque fut ainsi nommée parce qu'elle était une « marche » frontière de la Guyenne. Avec les forteresses de Lesparre au nord et de Blanquefort au sud, le château-fort de Lamarque eut à défendre le territoire médocain contre les invasions des Vikings venus par la Gironde.
Les soubassements, une partie des défenses et la chapelle datent du XIe siècle et du XIIe siècle. Autour de la forteresse primitive, Pons de Castillon construisit, au XIVe siècle, le château tel qu’on le voit aujourd’hui avec donjon, tour de défense, poterne, chemin de ronde et murs crènelés. Le Duc de Glocester et Henri V y séjournèrent pendant le temps où l’Aquitaine releva de la couronne d’Angleterre. Lorsque cette province revint au roi de France en 1453, le Château de Lamarque fut la résidence de plusieurs gouverneurs de Guyenne et notamment du Maréchal de Matignon. 
Au XVIIe siècle, le Duc d’Epernon y apporta quelques transformations du goût de son époque, Monsieur de Brassier en fut le dernier propriétaire avant la Révolution. 
Vendu comme bien national à messieurs Pope Ciard, ceux-ci le revendirent à Antoine de Sauvage en 1825 qui confia la propriété au régisseur Pierre Bernadet.
Une fois les troubles de la révolution passés, le château de Lamarque va développer son activité viticole. De sa fonction militaire, le château de Lamarque, se transforma en château viticole.
En 1841, Pons comte de Fumel acquit le Château de Lamarque. Les descendants de Pons de Fumel sont toujours propriétaires du domaine.

### Fontaine
Le monument, situé sur la place au centre du bourg, est composé d'un socle octogonal supportant la statue d'un éphèbe tenant une faucille et un bâton. L'ensemble, en fonte de fer, est disposé sur un emmarchement en pierre de taille de calcaire. Des tables décoratives ornent les 4 faces principales avec motifs de roseau, de lys et de serpent.
La date d'installation du monument est inconnue. Le modèle de l'édicule provient de la Société Anonyme des Hauts-Fourneaux et Fonderies du Val-d'Osne créée en 1836. Il s'agit d'une allégorie de l’Été conçue par Mathurin Moreau. Le sculpteur a représenté Cérès, déesse de l'agriculture et des moissons, sous les traits d'un jeune garçon vêtu a l'antique. 

## Le terroir
Les archives départementales attestent de la présence de vignes à Lamarque depuis le XVe siècle. La production était pour la consommation exclusive du seigneur.
La carte géologique des vignes du Château de Lamarque ainsi que les cartes historiques du Médoc, de la fin du XVIIe siècle (L'Anonyme) et du XVIIIe siècle (Belleyme 1785), attestent de l'excellence du terroir de Lamarque.

## Vinification et élevage
Le Château de Lamarque produit également un second vin : D de Lamarque.